# Sven Lau

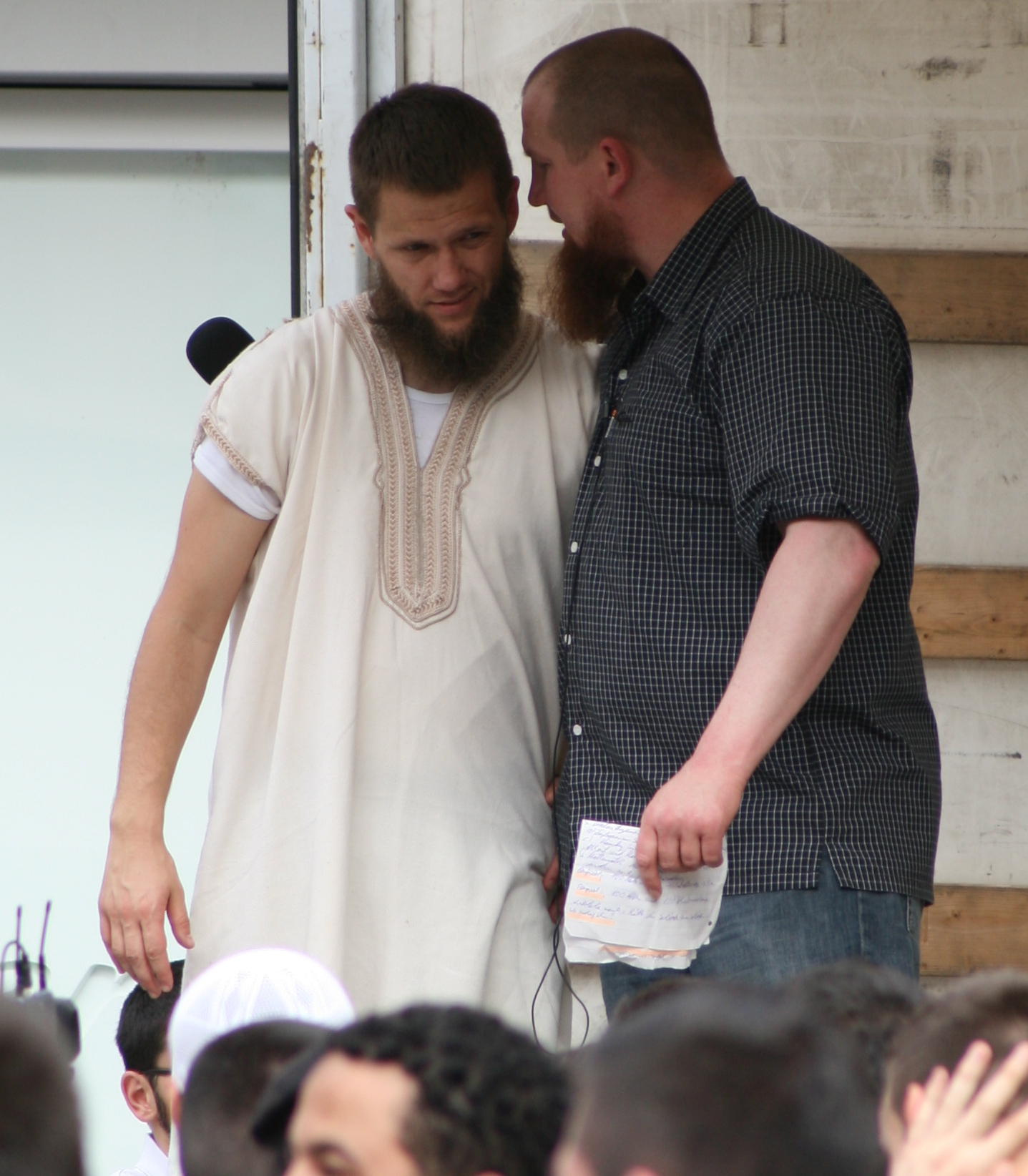
Sven Lau (i vitt).

Sven Lau, även kallad Abu Adam (arabiska: ابو آدم), född 14 oktober 1980 i Mönchengladbach i Västtyskland, är en tysk salafistpredikant, som konverterade från katolicism till islam år 2000. Han är ledare i den extrema sektmiljö som säkerhetspolis i flera länder misstänker för att värva muslimska ungdomar i Tyskland som jihad-krigare till Syriska inbördeskriget och Irakkriget. Han satt tre månader[när?] i häkte i Tyskland, misstänkt för att ha värvat jihad-krigare till Syrien, men släpptes eftersom åklagarna inte hade några bevis. Han är fråntagen sitt pass och kan inte lämna Tyskland.